# Рудольф Арнгейм
Рудольф Арнгейм (також Арнхейм, Арнхайм; нім. Rudolf Arnheim; 15 липня 1904, Берлін — 9 червня 2007, Енн-Арбор, Мічиган) — американський письменник, кінознавець та кінокритик, естетик, психолог німецького походження.

## Біографія
Рудольф Арнгейм народився у Берліні в сім'ї власника фабрики з виробництва фортепіано. У 1923 році вступив до Берлінського університету, де вивчав філософію і психологію, а також історію мистецтва та музики. Під час навчання Арнгейм прослухав курс лекцій представника нової психологчної школи гештальтпсихології Макса Вертгеймера та пристав до цього напряму у психології, прагнучи застосувати висновки і методику гештальтпсихології до своїх досліджень мистецтва і художньої діяльності. М. Вейтгеймер став також керівником дисератції Арнгейма з експериментальної психології зорового сприйняття, яку той захистив 26 липня 1928 року.

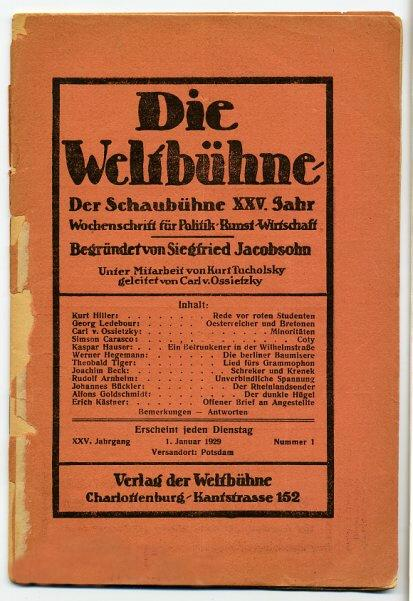
Обкладинка «Die Weltbühne», 1929

Після закінчення університету, з 1928 по 1933 роки, працюючи журналістом, публікував статті в ліберальному щотижневику «Вельтбюне» (нім. Die Weltbühne); цікавився Баухаусом, кінематографом, особливло театром Бертольда Брехта та фільмами Сергія Ейзенштейна. Згодом ці статті стали основою його першої книги «Кіно як мистецтво», що вийшла німецькою мовою у 1932 році, а роком пізніше була перекладена англійською.
З 1933 році після приходу до влади в Німеччині нацистів для Рудольфа Архейма, що мав єврейське походження, почалися роки вигнання. Спочатку протягом шести років він працював у Римі, куди переїхав на запрошення «Міжнародного інституту освітнього кіно». Продовжував писати рецензії, був одним з редакторів трьохтомної «Енциклопедії кіно». У 1936 році опублікував у Лондоні книгу «Радіо: мистецтво звуку», в якій виклав свої ідеї відносно майбутнього радіо.
У 1939 році, після погіршення політичної ситуації в Італії, Арнгейм переїхав до Великої Британії, де близько року працював перекладачем у службі міжнародного мовлення Бі-Бі-Сі. Восени 1940 року він перебрався до Нью-Йорку (США), де згодом став викладачем на факультеті психології в Новій школі, а також співробітником Управління з досліджень радіо при Колумбійському університеті: зокрема, отримав стипендію на проведення дослідження про вплив на американських радіослухачів змісту трансльованих по радіо «мильних опер». У 1943 році став викладачем психології у коледжі Сари Лоуренс в Йонкерсі, де працював більше 26 років і написав основну частину своїх досліджень.
У 1946 році отримав американське громадянство.
У 1959 році на державну стипендію жив у Японії. У 1969 році став професором психології мистецтва Гарвардського університету, але у 1974 році залишив Гарвард і вирушив до університету Мічигану, де викладав до кінця життя.
Рудольф Арнгейм обирався президентом Американського естетичного товариства (1958–1960), був членом Американської академії мистецтв і наук, членом редколегії американського часопису «Естетика і художня критика».
Помер Рудольф Аргейм 9 червня 2007 року в Енн-Арборі.

## Обрані твори
- 1938 — Film als Kunst («Кіно як мистецтво»; переклад російською 1960)
- 1954 — Art and Visual Perception («Мистецтво і візуальне сприйняття»; переклад російською 1974)
- 1946 — Toward a Psychology of Art («До психології мистецтва»)
- 1962 — Picasso's Guernica («Герніка» Пікассо)
- 1970 — Visual Thinking («Візуальне мислення»; перекладі російською «Хрестоматія із загальної психології: Психологія мислення», 1981)
- 1971 — Entropy and Art («Ентропія і мистецтво»)
- 1977 — The Dynamics of Architectural Form («Динаміка архітектурних форм»; переклад російською 1984)
- 1992 — To the Rescue of Art («Порятунок мистецтва»)